# Los caifanes
Los caifanes és una pel·lícula mexicana de 1967 dirigida per Juan Ibáñez, referent del cinema mexicà dels anys seixanta.

## Sinopsi
Després de la sobtada dissolució d'una festa de joves de classe alta, dos nuvis, Jaime i Paloma (Enrique Álvarez Félix i Julissa), se separen del grup i vaguen per alguns carrers de la Ciutat de Mèxic. La pluja i la cerca d'un lloc més propici per a la intimitat els fan recórrer a un cotxe aparentment abandonat. Després d'una breu aproximació amorosa a l'interior de l'auto, la parella s'adona que en realitat l'automòbil és propietat del capità Gato i els seus Caifanes. La trobada dona inici a una gira per la Ciutat de Mèxic, encoratjada per la fascinació que Paloma mostra pels costums, manera de parlar i maneres de la classe treballadora i l'amistat espontània—però sempre sospitosa—que els Caifanes saben brindar.
Durant la resta de la pel·lícula es retrata la vida nocturna de la capital mexicana en aquells tumultuosos i psicodèlics anys seixanta. Mentre el grup recorre cabarets, parcs, funeràries, fondes i places públiques, es mostren personatges i alguns usos i costums de l'època, alternats amb una àmplia gamma d'expressions artístiques d'aquell temps.

## Repartiment
- Julissa - Paloma
- Enrique Álvarez Félix - Jaime de Landa
- Sergio Jiménez - Capitán Gato
- Óscar Chávez - El Estilos
- Ernesto Gómez Cruz - El Azteca
- Eduardo López Rojas - El Mazacote
- Tamara Garina - Prostituta vella/"fantasma del Correo" o La muerte
- Carlos Monsiváis - Santa Claus
- Ignacio Vallarta
- Julien de Meriche
- Martha Zavaleta
- Leticia Gómez
- Socorro Avelar
- Evelia Cárdenas
- Inés Bugarini
- Toni Sbert
- Malafacha
- Guillermo Álvarez Bianchi
- Jesús Gómez
- René Barrera
- Isaac Dublán
- Norma Lazareno
- Luis Guillermo Piazza
- Arturo Ripstein
- Alberto Dallal
- Eduardo Fara
- Alfonso Arau
- Noe Murayama
- Rocío Garcel
- Magda Ginér

## Música
Encara que, segons els crèdits de la pel·lícula, la cançó "Fuera del mundo" i la cúmbia "Estoy adivinando" són d'Al Suárez, en realitat foren compostes per Fernando Vilches i Mariano Ballesté.

## Recepció i crítica
Aquesta pel·lícula va introduir quatre desconeguts que serien cèlebres en l'art del mateix país: el músic de trova, compositor i actor Óscar Chávez (el Estilos), els actors Sergio Jiménez (el capitán Gato), Eduardo López Rojas (el Mazacote) i Ernesto Gómez Cruz (el Azteca).
Els concursos de cinema experimental de 1965 i 1967, organitzats per la secció de Tècnics i Manuals del Sindicat de Treballadors de la Producció Cinematogràfica (STPC), van obrir la porta a joves provinents del teatre, la literatura i les arts plàstiques interessats a expressar-se a través d'un mitjà que s'havia convertit en el favorit de les noves generacions d'artistes. La creació de companyies productores com Cinematográfica Marte i Cinematográfica Marco Polo també va contribuir a brindar oportunitats a nous directors, gràcies al "truc" de fer-los filmar curtmetratges amb suport del STIC —l'altre sindicat cinematogràfic— per a després unir-los en un llargmetratge.
Els caifanes va ser una pel·lícula en la qual van convergir diversos d'aquests elements renovadors. Filmada en cinc episodis, sense que en cap moment es perdi la continuïtat narrativa, la cinta va ser dirigida per Juan Ibáñez, jove director teatral que havia debutat en el cinema amb Un alma pura (1965), un dels cinc contes que integraren el llargmetratge Amor, amor, amor (1965).
Aquest film ocupa el lloc número 58 dins de la llista de les 100 millors pel·lícules del cinema mexicà, segons l'opinió de crítics i especialistes del cinema a Mèxic i es considera la millor pel·lícula de la dècada dels seixanta.
El 2023 el Laboratori de Restauració Digital de la Cineteca Nacional de Mèxic n'ha dut a terme una restauració. amb el suport del Centro Ricardo B. Salinas Pliego, dins del programa de Preservación Fílmica Nacional.